# Porencefalia
La porencefalia è una malattia rara che comporta encefalomalacia; si tratta di una patologia del sistema nervoso centrale caratterizzata da cisti o cavità in uno dei due emisferi cerebrali. Il termine è stato coniato da Heschl nel 1859 per descrivere la presenza di una cavità anomala nel cervello umano. Le cisti e le cavità sono solitamente il risultato di degenerazioni tissutali o cistiche al cervello, ma possono anche derivare da un'embriogenesi anormale, da un danno diretto, da un'infiammazione o da un'emorragia cerebrale. Le alterazioni nella struttura del cervello comportano un quadro clinico molto variabile: in alcuni pazienti possono manifestarsi solo sintomi neurologici minori, senza alcun impatto sull'intelligenza, mentre altri soggetti affetti da porencefalia possono essere gravemente disabili o morire prima di raggiungere il secondo decennio di vita. La porencefalia può esordire sia in epoca neonatale che nel feto, ma è più frequente l'esordio immediatamente post-natale. La porencefalia nel feto può essere dovuta a eventi accaduti alla madre durante la gravidanza: uso di alcol o droghe, diabete mellito, malattie infettive o lesioni all'addome.